# IC 2537
IC 2537 — галактика типу SBc () у сузір'ї Насос.
Цей об'єкт міститься в оригінальній редакції індексного каталогу.